# Ramsberg
Ramsberg er et byområde i Lindesbergs kommun i Örebro län i Sverige og kyrkby i Ramsbergs socken, Västmanland. Byen ligger 5 kilometer nord for Lindesberg og strækker sig mellem søerne Ölsjön og Glien.

## Historie
Navnet Ramsberg er kendt fra 1500-tallet i forbindelse med sognets dannelse og tilkomsten af et kapel (Ramshytte Capell, 1589). Forleddet kan være det gammelsvenske drengenavn Ramn eller gammelsvenske ramn ("ravn"). Efterleddet -berg betyder gruvtrakt ("mineegn").
Det ældste bevarede historiske dokument som omhandler nogen i Ramsberg er en åbent købsbrev udfærdiget af Gustav Vasa til Jöran Bössgjutare, som 20. april 1547 køber halvdelen af Ramshyttan, mod at han årligt betaler renter og rettigheder til staten. Samme år fik han ret til at bedrive egen handel. I 1565 fik han frelsefrihed til hjemmenavnet Norremalm som han oprettede i Ramsberg, som gjaldt mod at han brugte hammersmedjen.
Omkring 1550 byggede den tyske hammersmed Ambrosius Markusson Keijser sammen med landsmanden og svigersønnen Heinrich Zeppenfeld et savværk og hammersmedje ved søen Ramen, i dag Vretsjön. Omkring dette savværk, Ramshyttan, voksede den første tætbebyggelse op. I jordebogen for år 1556 står ni personer som delejere af savværket, og bjergværksarbejdere medregnes også i takseringslængden for Älvsborgs løsen i 1571. Et anonymt skriv som blev fundet i sognets arkiv fortæller, at Sundet i Ramsberg var statens eje under Gustav Vasas tid, og at Måns Vestgöte var den første som opdyrkede skoven. Af ham købte Ambrus Markusson Keijser for at bruge jorden til hø, og af ham købte Nils Månsson marken, og af ham en Ragvald hvorefter marken lå øde en tid efter en svær pest hvor befolkningen uddøde helt.
I 1500-tallet var der ingen som værdsatte landbrug i Ramsberg, Lindesberg eller Noraskog. I 1606 udfærdigede Karl IX en skrivelse til bjergbestyreren Tidemann Persson, hvor der stod at han havde fået kendskab til at bjergværksarbejderne i området normalt arbejder uden at betale tiendeskat for dette, og at der desuden findes "en flok finner i skoven" som oprettede et husmandssted i skoven og heller ikke betalte skat. Tidemann Persson fik til opgave at opdage disse bjergværksarbejdere og finner og få dem til at betale deres skat. I 1615 betalte sognet 10 tønder i skat, halvt rug og halvt korn, og i 1745 opgik skatten til 33 tønder korn og steg samme år til 45.
Der var langt til kirkerne i Fellingsbro og Lindesberg. Derfor forordnede Gustav Vasa om et eget pastorat, hvilket blev stadfæstet af Johan III den 19. juli 1589, samme år som den første trækirke blev bygget, og dermed dannedes Ramsbergs socken. Kirken blev ombygget i 1673 og blev erstattet af den nuværende kirke, Gustav III's kirke, i 1791.

## Bebyggelsen
Fra Ramsbergs tid som industriby med savværk og smedje findes herregården stadigvæk.